# Darkusz-Kazmalar
Darkusz-Kazmalar (ros. Даркуш-Казмаляр) – wieś w Rosji, w Dagestanie, w rejonie sulejman-stalskim. W 2010 liczyła 2809 mieszkańców, głównie Lezginów.